# Тайны разума (телесериал)
«Тайны разума» — канадский франкоязычный детективный телесериал в жанре «полицейская драма». Был переведён на русский язык и полностью показан в России.

## Синопсис
Детективам особого отдела канадской полиции (SAS) в городе Монреаль, помогает чудаковатая женщина по имени Анна Фортье. Странная, неуклюжая, рассеянная, тем не менее она блестящий психолог, которая почти ничего не боится и всегда рвётся в бой. Вместе со своими коллегами она раскрывает преступления с особо тяжкими мотивами — сексуальные преступления, убийства детей и всё что связано с психическими девиациями.

## Главные герои
- Анна Фортье
- Габриэль Джонсон — шеф SAS. Пожилой полицейский с большим опытом. У него часто бывают конфликты с Анной, однако он очень её ценит и сильно ей симпатизирует.
- Жан-Мари Дюфур
- Клод Майран — опытный и смелый полицейский. Уверен в себе, немного нахален. Пользуется большим успехом у женщин, в некоторой степени ловелас. Тем не менее, он испытывает нежные чувства к Анне.
- Этьен Парант — молодой и немного неопытный в себе полицейский, страдающий мизофобией. Несмотря на свои комплексы он очень добрый друг и хороший детектив.

## Награды
С 2000 по 2004 год был многократно выдвинут на премию «Жемо»:
«Жемо» 2000: 
- 7 различных номинаций в разных категориях, но ни одной победы.

«Жемо» 2001: 
- Лучшая гостевая женская роль в драматическом сериале (Мишел-Барбара Пеллетье).
- Номинация за лучшую режиссуру.

«Жемо» 2003: 
- Номинация за лучший грим.

«Жемо» 2004: 
- Номинация за лучшую режиссуру.
- Номинация за лучший грим.

## Список эпизодов

### Первый сезон (2000)
Эпизод 1-2.
Суд над мужчиной, которого обвиняют в сексуальном насилии над собственными дочерьми готовится стать сенсацией. Однако штатный психолог Анна Фортье утверждает, что насилие над детьми продолжается, несмотря на то, что их отец уже арестован.
Эпизод 3-5.
Детективы ищут маньяка, который совершил серию тройных убийств. Его удаётся арестовать, но у Анны с прокурором Дюссо происходит конфликт. Анна считает что убийцу надо признать невменяемым, но обвинению это невыгодно, а родственники жертв требуют суда Линча.
Эпизод 6-8.
Анна и её коллеги расследуют убийство девочки страдавшей аутизмом. Сначала всё указывает на местного педофила, но позднее в убийстве признаётся мать девочки. Майран проявляет романтический интерес к Анне, но ей это совсем не нравится.
Эпизод 9-10.
Анна и её коллеги расследуют дело офисного работника, который посреди дня при всех убил своего шефа. Арестант утверждает что шеф с коллегами собирался его убить. Джонсон пытается собрать больше информации о Фортье и её тайнах, для этого он едет в Вашингтон.